# 대연정 (군인)
대연정(大延定, ?~?)은 발해 유민이며, 직책은 태사(太師), 발해의 계승국인 흥료국의 사람이다.

## 생애
1029년 발해 유민 출신 거란의 동경 장군(東京將軍) 대연림(大延琳)이 반란을 일으켜 연호를 천경, 스스로 황제를 칭한 후 흥료국(興遼國)을 세웠다. 이때 태사인 대연정은 여진 군사를 이끌고 요나라를 공격하기도 했었다. 다음달인 1029년 9월, 대연정은 고려를 방문하여 건국 사실을 알리고 지원병을 요청하였고, 이에 고려는 군사를 보내 요나라를 공격했지만 실패하였다.
1029년 10월, 마침내 요나라는 본격적으로 흥료국을 공격했다. 12월에는 대연정이 다시 고려를 방문하여 지원병을 요청했지만, 이번에는 고려는 원군 파병을 거절했다. 결국 8월에 비장 양상세(楊詳世)가 몰래 요나라에 항복하면서 무너지고 만다. 양상세는 밤에 몰래 남문을 열어 요나라군이 성을 점령하여 흥료국은 건국한 지 1년 만에 망했다.

## 같이 보기
- 흥료국
- 발해
- 대조영